# Loi du 9 août 1849 sur l'état de siège
La loi du 9 août 1849 sur l'état de siège est une loi française importante, votée sous la Deuxième République, définissant les contours du régime de l'état de siège en France. Elle a servi de base pour l'article 36 de la Constitution de la Cinquième République.

## Historique
La France ne disposait pas d'une loi fixant les modalités d'un état de siège. Toutefois, l'article 106 de la Constitution française de 1848 disposait qu'« une loi déterminera les cas dans lesquels l'état de siège pourra être déclaré, et réglera les formes et les effets de cette mesure ». L'année suivante, le gouvernement met en branle la rédaction d'un projet de loi visant à préciser les modalités de l'état de siège.
Le projet de loi est présenté le 28 juillet 1849 à l'Assemblée nationale par Jules Dufaure, ministre de l'Intérieur, au nom de Louis-Napoléon Bonaparte, président de la République. Le 7 août 1849, le représentant Alexandre Fourtanier exposa à l'Assemblée nationale le rapport de la commission chargée d’examiner le projet de loi sur l’état de siège. La loi est votée à la majorité.

## Contenu

### Conditions
La loi du 9 août 1849 sur l'état de siège définit un régime large de l'état de siège. Les dispositions sont activées dans les « cas de péril imminent pour la sécurité intérieure ou extérieure » (art. 1). 

### Votation
Comme le précise le deuxième article de la loi, l'« Assemblée nationale peut seule déclarer l'état de siège », sauf quelques exceptions énumérées. Si l'Assemblée ne siège pas, c'est le président de la République qui le déclare, après avis du Conseil des ministres. Il doit alors informer l'Assemblée. Cette dernière vote pour maintenir ou lever l'état de siège (art. 3).
Dans le cas des colonies, c'est au gouverneur de décider de manière autonome de l'état de siège.

### Conseils de guerre et tribunaux civils
La loi permet (mais ce n'est que facultatif) de substituer aux tribunaux civils les conseils de guerre lorsqu'il s'agit de certaines infractions. L'art. 8 dispose ainsi :
« Les tribunaux militaires peuvent être saisis de la connaissance des crimes et délits contre la sûreté de la République, contre la Constitution, contre l'ordre et la paix publique, quelle que soit la qualité des auteurs principaux et les complices. »
C'est un général qui doit rédiger l'acte rendant compétent le conseil de guerre pour telle ou telle infraction déterminée.

### Restrictions des libertés
L'article 9 énumère une série de restrictions de libertés publiques, dont en particulier la liberté de réunion et la « liberté de domicile » (permettant à l'armée d'éloigner d'une zone toute personne qui n'y est pas domiciliée ou tout repris de justice), ainsi que la possibilité de détenir des armes. Il permet enfin des perquisitions de jour et de nuit par l'autorité militaire. L'art. 11 précise enfin que tous les autres droits garantis par la Constitution et « dont la jouissance n'est pas suspendue en vertu des articles précédents » sont maintenus.

### Abolition de la liberté de la presse
La liberté de la presse est abolie dans le cadre de l'état de siège. L'autorité militaire a le droit, « dans les lieux soumis à l'état de siège, d'interdire toutes les publications qu'elle juge de nature à exciter ou à entraîner le désordre [...] l'autorité militaire peut suspendre ou supprimer toutes les publications qu'elle juge dangereuses ».

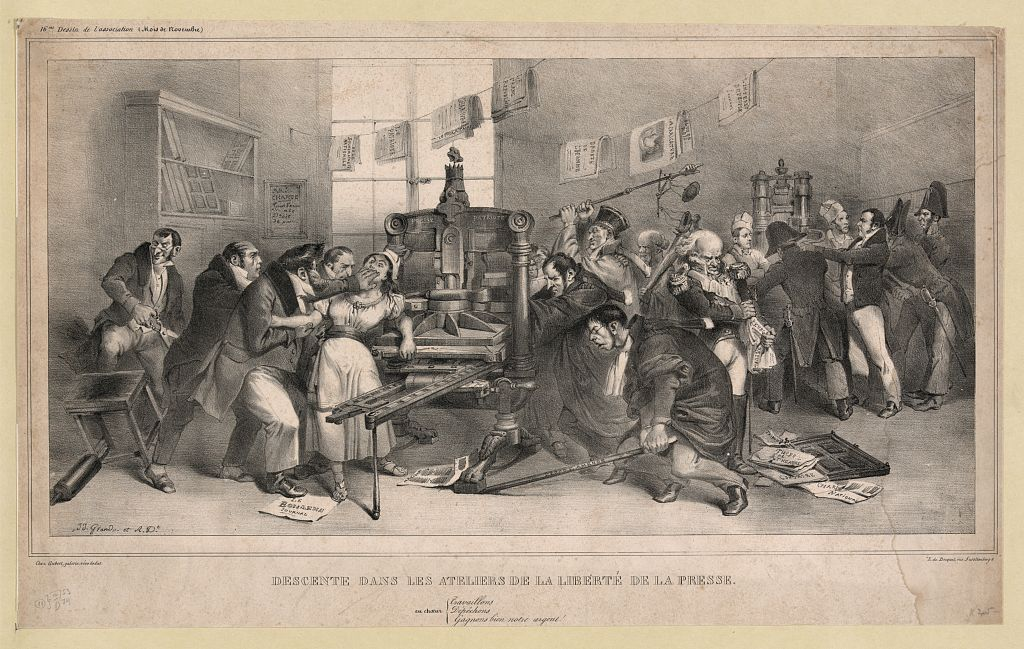
Descente et perquisitions dans les ateliers de la presse

### Transfert des pouvoirs
Comme le précise l'article 7, l'état de siège se définit par le fait que les pouvoirs de maintien de l'ordre traditionnellement dévolus aux autorités civiles sont transférés aux militaires. Néanmoins, « l'autorité civile continue [...] à exercer ceux de ces pouvoirs dont l'autorité militaire ne l'a pas dessaisie ».

## Jurisprudence
La loi a fait l'objet d'une jurisprudence importante. Le Conseil d'État a jugé, dans les arrêts Delmotte et Senmartin du 6 août 1915, que les décisions prises dans le cadre de l'état de siège réglé par la loi sont susceptibles d'être contestées devant le juge administratif.

## Applications
La loi a été mise en application lors de troubles révolutionnaires en 1849, ainsi que lors de la Commune de Paris, de la Première Guerre mondiale et de la Seconde Guerre mondiale. 